# Conker's Pocket Tales
Conker's Pocket Tales är ett äventyrsspel släppt till Game Boy Color år 1999. Spelet fungerar både på en vanlig Game Boy, men även på ett Game Boy Color. Dock finns det små skillnader i speldesignen beroende på vilken av de portabla konsolerna man spelar spelet på.
Handlingen går ut på att Conkers (flick)vän Berri ska ha en överraskningsfest för Conker. Dock blir hon bortrövad av ett illasinnat ekollon (enbart kallad Evil Acorn), som hoppar ut ur Conkers tårta. Ekollonet lyckas även stjäla alla Conkers presenter och det är nu upp till Conker att rädda Berri och få tillbaka sina presenter.
Det var menat att spelet skulle ligga till grund för vad som först kallades Conker's Quest och senare Twelve Tales: Conker 64. Detta slopades sedan och spelet fick ett mer vuxet innehåll och döptes om till Conker's Bad Fur Day.